# Three Man Peak
Three Man Peak är en bergstopp i Antarktis. Den ligger i Östantarktis. Australien gör anspråk på området. Toppen på Three Man Peak är 133 meter över havet.
Terrängen runt Three Man Peak är platt åt nordväst, men åt sydost är den kuperad. Havet är nära Three Man Peak norrut. Trakten är glest befolkad. Närmaste befolkade plats är Zhongshan Station, 3,7 kilometer öster om Three Man Peak. 